# Lipstick Jungle (TV-serie)
Lipstick Jungle är en amerikansk TV-serie som är baserad på den bästsäljande boken med samma namn av Candace Bushnell. 

## Synopsis
Serien handlar om de tre framgångsrika vännerna Nico Reilly (Kim Raver), Victory Ford (Lindsay Price) och Wendy Healy (Brooke Shields) som lever ett hektiskt liv i New York. Nico är ansvarig utgivare på Bonfire Magazine och lever ett trevligt liv med sin älskade man. Men när hon träffar den unge mannen Kirby så tänds en helt ny gnista inom henne. Victory är en modedesigner som har sett sina bästa dagar. Hennes inspiration tryter men så träffar hon den mystiske miljardären Joe Bennett och allt förändras. Wendy är högsta hönset på Paradore Pictures, men att hinna med både sitt jobb och familjen går inte alltid ihop.

## Om serien
TV-serien skapades av DeAnn Helin och Eileen Heisler för NBC Universal Television Studio ett dotterbolag till NBC Universal och hade premiär den 7 februari 2008 på NBC. 
Två säsonger har spelats in, men 28 mars 2009 tillkännagav i Entertainment Weekly att serien officiellt skall upphöra.